# Scolopocryptops sexspinosus
Scolopocryptops sexspinosus är en mångfotingart som först beskrevs av Thomas Say 1821.  Scolopocryptops sexspinosus ingår i släktet Scolopocryptops och familjen Scolopocryptopidae. Inga underarter finns listade i Catalogue of Life.